# Sagallou
Sagallou ou Sagallo, est un village de Djibouti, situé au bord du golfe de Tadjourah, dans la région de Tadjourah, à 25 km au sud-ouest du chef-lieu. Il compte environ 4 000 habitants.

## Histoire
| Appartenances historiques Khédivat d'Égypte 1873-1875 Empire éthiopien 1875-1884 France 1884-1889 Empire russe 1889 France 1889-1977 Djibouti 1977-présent |

Au XIXe siècle, le village était une halte pour les caravanes qui circulaient entre les hauts plateaux éthiopiens et Tadjourah.

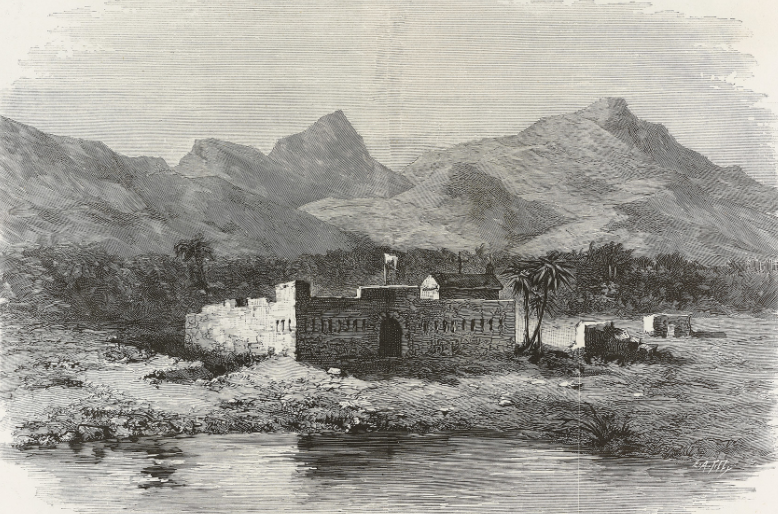
Sagallo durant l'occupation russe.

À partir de 1874, l'Égypte et l'Éthiopie sont en guerre. Les éthiopiens occupent puis annexent Sagallou. En 1884, le sultan de Tadjoura, Mohammed Loitah, cède Sagallou à Paul Soleillet de la Société française d’Obock, obligeant les Égyptiens à se retirer.
En janvier 1889, environ 160 Russes, dirigés par Nicolas Ivanovitch Achinoff, occupent Sagallou, peut-être pour s'y installer. Ils en ont été expulsés en février, après avoir été bombardés par la marine française.

## Infrastructures
Dans les années 1960, le village s'est doté d'une école primaire et d'un dispensaire.

## Économie
Les principales activités économiques sont la pêche et le tourisme.